# Прапор Глушківки
Пра́пор Глушкі́вки — один з офіційних символів села Глушківка, Куп'янський район Харківської області, затверджений рішенням сесії Глушківської сільської ради.

## Опис прапора
Квадратне полотнище з вміщеними на ньому кольорами і фігурами малого герба.